# Internationales Warenverzeichnis für den Außenhandel
Das Internationale Warenverzeichnis für den Außenhandel bzw. Standard International Trade Classification (SITC) ist eine Statistik-Klassifikation, die für die Einordnung von Gütern im Rahmen der Außenhandelsstatistik verwendet wird und von den Vereinten Nationen entwickelt wurde.
SITC steht in enger Verbindung zum so genannten Harmonisierten System zur Bezeichnung und Codierung der Waren (HS) und zur Kombinierten Nomenklatur (KN). Ziel dieser Systeme ist es, Handelsstatistiken international vergleichbar machen zu können. Sie werden unter anderem genutzt, um die Warenströme zwischen den Ländern (Außenhandel) einheitlich zu messen. Gleichzeitig nutzen aber auch die Zollbehörden diese Systeme, um Waren bestimmten Gruppen und Tarifen zuzuordnen. Die HS-Nomenklatur ist Basis des EU-Zolltarifs. Allerdings lässt sich von der Version SITC Rev. 3 die jeweilige HS-Position herleiten.

## Aufbau des Warenverzeichnisses
Die SITC, Rev. 4 (Stand 2006) ist gegliedert in:
- 10 Teile
- 67 Abschnitte
- 262 Gruppen
- 1023 Untergruppen
- 2970 Kleinste Gliederungseinheiten (sogenannte Fünfsteller)

Im Folgenden die 10 Teile mit ihren 67 Abschnitten:
- Teil 0: Nahrungsmittel und lebende Tiere
  - 00 Lebende Tiere, ausgenommen solche des Abschnitts 03
  - 01 Fleisch und Zubereitungen von Fleisch
  - 02 Milch und Milcherzeugnisse; Vogeleier
  - 03 Fische (ausgenommen Meeressäuger), Krebstiere, Weichtiere und wirbellose Wassertiere; Zubereitungen davon
  - 04 Getreide und Getreideerzeugnisse
  - 05 Gemüse und Früchte
  - 06 Zucker, Zuckerwaren und Honig
  - 07 Kaffee, Tee, Kakao, Gewürze und Waren daraus
  - 08 Tierfutter (ausgenommen ungemahlenes Getreide)
  - 09 Verschiedene genießbare Waren und Zubereitungen
- Teil 1: Getränke und Tabak
  - 11 Getränke
  - 12 Tabak und Tabakerzeugnisse
- Teil 2: Rohstoffe (ausgenommen Nahrungsmittel und fossiler Brennstoffe)
  - 21 Häute, Felle und Pelzfelle, roh
  - 22 Ölsaaten und ölhaltige Früchte
  - 23 Rohkautschuk (einschließlich synthetischer und regenerierter Kautschuk)
  - 24 Kork und Holz
  - 25 Papierhalbstoffe und Abfälle von Papier
  - 26 Spinnstoffe (ausgenommen gekämmte Wolle) und ihre Abfälle (ausgenommen zu Garn oder anderen Waren verarbeitete Abfälle)
  - 27 Düngemittel (ausgenommen solche des Abschnitts 56), roh, und mineralische Rohstoffe(ausgenommen Kohle, Öl und Edelsteine)
  - 28 Metallurgische Erze und Metallabfälle
  - 29 Rohstoffe tierischen und pflanzlichen Ursprungs, a. n. g.
- Teil 3: Fossiler Brennstoffe, Schmiermittel und verwandte Erzeugnisse
  - 32 Kohle, Koks und Briketts
  - 33 Erdöl, Erdölerzeugnisse und verwandte Waren
  - 34 Gas
  - 35 Elektrischer Strom
- Teil 4: Tierische und pflanzliche Öle, Fette und Wachse
  - 41 Tierische Öle und Fette
  - 42 Pflanzliche Fette und fette Öle, roh oder raffiniert, sowie deren Fraktionen
  - 43 Tierische oder pflanzliche Fette und Öle, verarbeitet; Wachse tierischen oder pflanzlichen Ursprungs; ungenießbare Mischungen und Zubereitungen von tierischen und pflanzlichen Fetten oder Ölen, a. n. g.
- Teil 5: Chemische Erzeugnisse, a. n. g.
  - 51 Organische chemische Erzeugnisse
  - 52 Anorganische chemische Erzeugnisse
  - 53 Farbmittel, Gerbstoffe und Farben
  - 54 Medizinische und pharmazeutische Erzeugnisse
  - 55 Ätherische Öle, Resinoide und Riechmittel; zubereitete Körperpflege-, Putz-, Polier- und Reinigungsmittel
  - 56 Düngemittel (ausgenommen solche der Gruppe 272)
  - 57 Kunststoffe in Primärformen
  - 58 Kunststoffe in anderen Formen als Primärformen
  - 59 Chemische Erzeugnisse und Waren, a. n. g.
- Teil 6: Bearbeitete Waren, vorwiegend nach Beschaffenheit gegliedert
  - 61 Leder, Lederwaren, a. n. g., und zugerichtete Pelzfelle
  - 62 Kautschukwaren, a. n. g.
  - 63 Kork- und Holzwaren (ausgenommen Möbel)
  - 64 Papier und Pappe; Waren aus Papierhalbstoff, Papier oder Pappe
  - 65 Garne, Gewebe, fertiggestellte Spinnstofferzeugnisse, a. n. g., und verwandte Waren
  - 66 Waren aus nicht-metallischen mineralischen Stoffen, a. n. g.
  - 67 Eisen und Stahl
  - 68 NE-Metalle
  - 69 Metallwaren, a. n. g.
- Teil 7: Maschinenbauerzeugnisse und Fahrzeuge
  - 71 Kraftmaschinen und Kraftmaschinenausrüstungen
  - 72 Arbeitsmaschinen für besondere Zwecke
  - 73 Metallbearbeitungsmaschinen
  - 74 Maschinen, Apparate und Geräte für verschiedene Zwecke, a. n. g., und Teile davon, a. n. g.
  - 75 Büromaschinen und automatische Datenverarbeitungsmaschinen
  - 76 Geräte für die Nachrichtentechnik; Bild- und Tonaufzeichnungs- und -wiedergabegeräte
  - 77 Elektrische Maschinen, Apparate, Geräte und Einrichtungen, a. n. g., und elektrische Teile davon (einschl. der entsprechenden nichtelektrischen Teile, a. n. g., für elektrische Haushaltsausrüstungen)
  - 78 Straßenfahrzeuge (einschl. Luftkissenfahrzeuge)
  - 79 Andere Beförderungsmittel
- Teil 8: Verschiedene Fertigwaren
  - 81 Vorgefertigte Gebäude; sanitäre Anlagen, Heizungs- und Beleuchtungseinrichtungen, a. n. g.
  - 82 Möbel und Teile davon; Bettausstattungen, Sprungrahmen und ähnliche Waren
  - 83 Reiseartikel, Handtaschen und ähnliche Behältnisse
  - 84 Bekleidung und Bekleidungszubehör
  - 85 Schuhe
  - Die Nummer 86 ist nicht vergeben (vergleiche Originaldokument)
  - 87 Mess-, Prüf- und Kontrollinstrumente, -apparate und -geräte, a. n. g.
  - 88 Fotografische Apparate, Ausrüstungen und Zubehör und optische Waren, a. n. g.; Uhrmacherwaren
  - 89 Verschiedene bearbeitete Waren, a. n. g.
- Teil 9: Waren und Warenverkehrsvorgänge, anderweitig in der SITC nicht erfasst
  - 91 Postpakete, nicht nach Beschaffenheit gegliedert
  - 93 Besondere Warenverkehrsvorgänge und Waren, nicht nach Beschaffenheit gegliedert
  - 96 Münzen (ausgenommen Goldmünzen), ausgenommen gesetzliche Zahlungsmittel
  - 97 Gold zu nichtmonetären Zwecken (ausgenommen Golderze und -konzentrate)

## Weblink
- United Nations Statistics Division - Trade Statistics. In: unstats.un.org. (englisch).